# 卡利斯提尼
卡利斯提尼（英語：Callisthenes），（前360年—前328年）。古希腊奧林索斯的历史学家之一，亚里士多德的亲戚。他著有包括圣战（公元前355年至公元前346年）的专题著作、10卷本的《希腊史》（公元前386年至公元前355年）以及《亚历山大大帝的功绩》（均以失传）。他曾陪伴亚历山大大帝进行远征。